# Доли (Малопольське воєводство)
Доли (пол. Doły) — село в Польщі, у гміні Дембно Бжеського повіту Малопольського воєводства.
Населення — 623 особи (2011).
У 1975-1998 роках село належало до Тарновського воєводства.

## Демографія
Демографічна структура станом на 31 березня 2011 року:
|          | Загалом | Допрацездатний вік | Працездатний вік | Постпрацездатний вік |
| -------- | ------- | ------------------ | ---------------- | -------------------- |
| Чоловіки | 305     | 75                 | 199              | 31                   |
| Жінки    | 318     | 56                 | 194              | 68                   |
| Разом    | 623     | 131                | 393              | 99                   |